# Trichosurus johnstonii
Trichosurus johnstonii är en pungdjursart som först beskrevs av Ramsay 1888. Trichosurus johnstonii ingår i släktet pungrävar och familjen klätterpungdjur. Inga underarter finns listade.

## Utseende
Honor är med en kroppslängd (huvud och bål) av 40 till 47 cm och en svanslängd av 30 till 38 cm mindre än hanar som når en kroppslängd av upp till 49 cm och en svanslängd av upp till 40 cm. Vikten varierar mellan 1,2 och 1,8 kg och hanar är tyngst. Ovansidan och sidorna är täckta av kopparröd päls och på undersidan förekommer krämfärgad päls. Öronen är med en längd av 4,5 till 5 cm ganska stora.

## Utbredning
Pungdjuret förekommer i nordöstra Queensland, Australien. Djuret betraktas av IUCN som population av vanlig pungräv (Trichosurus vulpecula) och listas därför inte extra.

## Ekologi
Trichosurus johnstonii klättrar främst i träd men den besöker ibland marken. Individerna är nattaktiva och när honan inte är brunstig lever varje exemplar ensam. De vilar i trädens håligheter. Hanarnas revir är avgränsade från varandra men territorier av hanar och honor kan överlappa varandra. För kommunikationen har arten olika läten.
Till födan räknas frukter av Solanum mauritianum, blad av zedrak (Melia azedarach) och blad av växter från batatsläktet. Dessutom äts andra växtdelar. Fortplantningssättet antas vara lika som hos den vanliga pungräven.